# Eugène Bozza
Eugène Bozza est un chef d'orchestre et compositeur français né le 4 avril 1905 à Nice et mort le 28 septembre 1991 à Valenciennes.

## Biographie
Eugène Bozza, né d'une mère française et d'un père italien, commença dès l'âge de 5 ans l'étude du violon sous la direction de son père, qu'il qualifia souvent de très dure et exigeante. En 1915, à cause de la guerre, il retourna en Italie, où il entra au Conservatoire royal Sainte-Cécile de Rome en 1916. Il suivit alors les cours de solfège, piano et violon. Il termina ses études en 1919 avec le diplôme de professeur de violon.
Il revint en France en 1922, et fut admis dans la classe de violon au Conservatoire de Paris, où il obtint le Premier Prix (1924). Il fut engagé comme violon solo dans l'orchestre Pasdeloup en 1925 et commença une carrière internationale de violoniste, notamment en Autriche, aux Pays-Bas, en Italie et en Grèce. Il l'interrompit en 1930 pour se consacrer pleinement à la composition, et il entra dans la classe de chef d'orchestre au conservatoire de Paris, où il obtint un Premier Prix à l'unanimité en 1931. Il fit alors son service militaire. Au cours de cette même année, il fut nommé chef d'orchestre des Ballets russes à Monte-Carlo.
En 1932, il entra dans la classe de composition au conservatoire de Paris (classe d'Henri Busser) et obtint un Premier Prix en 1934. Cette même année, ayant concouru, il se vit décerner le Grand Prix de Rome, qui lui donnait droit à un séjour de quatre ans et cinq mois à la Villa Médicis, à Rome, où il composa beaucoup. Il y rencontra les musiciens Richard Strauss, Arthur Honegger, Darius Milhaud, Jacques Ibert, Gustave Charpentier et Henri Rabaud, les écrivains Paul Valéry et Paul Claudel, les peintres Lucien Fontanarosa et Yves Brayer, les sculpteurs Paul Landowski (directeur de la Villa Médicis), Albert Bouquillon et Géniniani, le danseur Serge Lifar ainsi que des personnalités politiques, notamment le roi d'Italie Victor Emmanuel, le roi d'Espagne Alphonse XIII, Mussolini, Pierre Laval, Alexandre Millerand, Raymond Poincaré, le père Gillet, supérieur des dominicains, le comte de Chambrun, ambassadeur au Quirinal, et Charles Raux, ambassadeur au Vatican. En tant que musicien représentant la France, il eut l'occasion d'assister à de nombreuses manifestations, dont l'enterrement du pape Pie XI, l'élection du pape Pie XII et la visite d'Hitler à Rome en 1937.
Il fut chef d'orchestre à l'Opéra-Comique de 1938 à 1948 et dirigea également à Bordeaux, Nice, Angers, Monte Carlo, Cambridge ou Londres, ainsi qu'à Radio France et à la Société des concerts du Conservatoire. Durant sa carrière de chef d'orchestre, il continua à composer des œuvres pédagogiques, mais surtout, en 1949, la « Messe de Sa Sainteté Pie XI ». Il devint directeur du conservatoire de Valenciennes de 1951 à 1975. Durant cette période, il écrivit Le chant de la mine, cantate à la gloire des mineurs et du charbon, créée à Valenciennes en 1956,. Cette même année, Eugène Bozza reçut des mains de Fernand Leimy les insignes de chevalier de la Légion d'honneur.
Il continua sa carrière de pédagogue jusqu'en 1975, conduisant un certain nombre d'élèves jusqu'aux récompenses les plus hautes. Ayant pris sa retraite, il continua de composer.
Eugène Bozza a écrit plusieurs opéras, des symphonies et des ballets, mais il doit sa renommée mondiale à ses nombreuses œuvres de musique de chambre pour des formations instrumentales variées. Il avait une prédilection pour les instruments à vent en général, et le saxophone en particulier, qu'il sut mettre en avant : cela lui vaut en partie d'être passé à la postérité. Son Concertino pour saxophone alto et orchestre a été composé en 1938 à l'intention de Marcel Mule.

## Prix
- 1924 : 1er Prix de violon[1].
- 1930 : 1er Prix de direction d'orchestre[1].
- 1934 : 
  - 1er Prix de composition[1].
  - 1er Grand Prix de Rome pour la cantate Légende de Roukmani[1],[2].

## Décorations
- Chevalier de la Légion d'honneur en 1956[1]
- Officier de l'ordre des Palmes académiques
- Chevalier de l'ordre de la Couronne
- Officier de l'ordre national du Mérite
- Chevalier de l'ordre de la Couronne d'Italie
- Chevalier de l'ordre des Arts et des Lettres
- Officier de l'ordre de Nichaire-Iftikhar (Tunis)
- Grand-Croix du Mérite Musical

## Médailles
- Médaille d'argent de la ville de Paris
- Médaille de Vermeil Arts-Sciences-Lettres
- Médaille de la ville de Valenciennes

## Hommage
La ville de Valenciennes a donné en 2016 son nom au conservatoire de musique rénové.

## Œuvres

### Ballets
- Fêtes romaines (1939),
- Jeux de plage (1945), en 1 acte.

### Orchestre symphonique
- Scherzo (1943)
- Variations libres et finale (1943)
- Rapsodie niçoise (1944)
- Pax triumphans, Op.63, poème symphonique (1945)
- Sinfonietta, Op.61 pour orchestre à cordes (1946)
- Prélude et passacaille (1947)
- Children's Overture (1964)
- Symphonie mimée
- Mallorca
- Suite pour un vaudeville, musique de scène pour la Station de Champbaudet
- Danse de la terre
- Voyages, suite pour orchestre et piano
- Mikrophonie pour 17 solistes
- Figures sonores pour 9 instruments
- Hommage à Rossini
- Marche des moissonneurs
- Cinq mouvements pour orchestre à cordes (1960)
- Passion de Jesus oratorio  pour  chœur  soli orchestre récitants (1970)
- Symphonie no 1
- Symphonie no 2
- Symphonie no 3
- Symphonie no 4
- Symphonie no 5

### Concertos
- Concertino, alto et orchestre (1932)
- Concerto, violon et orchestre (1936)
- Concerto, saxophone et orchestre (1937)
- Introduzione et toccata, piano et orchestre (1938)
- Concertino, saxophone et orchestre (1938)
- Prélude et invention, op.24, orchestre de chambre avec piano obligé (1939)
- Ballade, op.62, trombone et orchestre (1944), à Henri Couillaud, professeur au Conservatoire national de Paris
- Concertino, op.49, basson et orchestre de chambre (1946)
- Concerto, op.57, violoncelle et orchestre (1948)
- Concertino, trompette et orchestre de chambre (1949)
- Concerto, clarinette et orchestre de chambre (1952)
- Concertino, piano and orchestre à vent (1955)
- Concerto, violon, alto, violoncelle, vents, harpe et contrebasse (1955)
- Concertino da camera, flûte et pour orchestre à cordes (1964)
- Sicilienne et rondo, piano et orchestre (1965)
- Concertino, tuba (or saxhorn basse) et orchestre (1967)
- Atmosphères, quatre flûtes et orchestre de chambre (1978)
- Rapsodie niçoise, violon et orchestre de chambre
- Divertissement, violon solo, vents, célesta et harpe (1989)

### Orchestre à vent
- Fanfare héroïque, Op.46, 3 trompettes, 4 cors, 3 trombones, tuba, timbales, caisse claire et cymbales (1944)
- Ouverture pour une cérémonie, cuivres et percussions (1963)
- Ouverture rythmique (1963)
- Messe solennelle de Sainte Cécile, cuivres, timbales, orgue et harpe (1968)
- Marche solennelle des dixièmes jeux olympiques d'hiver
- Marche solennelle des enfants de Valenciennes
- Pax triumphans, orchestre d'harmonie

### Opéra
- Léonidas (1947, révisé en 1974) ; en 3 actes, 4 scènes; livret de Guy de Téramond
- Beppo: ou Le mort dont personne ne voulait (1963) ; opera buffa en 1 acte ; livret de José Bruyr
- La duchesse de Langeais (1967) ; en 4 actes; livret de Félix Forté d'après la nouvelle La Duchesse de Langeais d'Honoré de Balzac[6]

### Oratorio
- Tentation de Saint Antoine (1948)
- Passion de Jesus (1963)
- Le chant de la mine

### Cantate
- La légende de Roukmāni (1934)
- Psaumes pour chœur, orchestre et orgue (1938)
- Cantate du centenaire

### Chœur
- L'étoile du soir, chœur pour 3 voix de femme et piano (1946)
- Requiem pour soprano, ténor et baryton (1950)
- Messe de sa Sainteté Pie XII pour soprano, alto, ténor et baryton (1955)
- Messe de requiem pour chœur et orchestre (1971)
- Messe à trois voix a capella
- Hymne pour soprano, mezzo-soprano, ténor, baryton et piano ou orchestre
- Sur le chemin du moulin pour 4 voix etpiano

### Voix et piano
- Arietta d'après un air du XVIIIe siècle (1936 ?)
- Cinq Chansons Florentines", opus 54 (1946)
- Cinq Chansons Niçoises, opus 43 (1940 ?)
- Notre amour est un secret, mélodie
- Colloque sentimental
- Vocalise pour voix et piano

### Piano
- Pulcinella, Op. 53 (1946)
- Toccata (1956)
- Deux pièces faciles (1962)
- Sonate pour 2 pianos (1963)
- Allegro de concert (1974)
- Esquisse (1979)
- Promenade dans le parc (1979)

### Violon
- Nocturne sur le lac du Bourget pour violon et piano, Op. 34 (1923)
- 10 Pièces faciles à la première position pour violon et piano (1935)
- Habañera pour violon (ou violoncelle) et piano (1935)
- Sérénade espagnole pour violon (ou violoncelle) et piano (1935)
- Aria pour saxophone alto (ou flûte, ou clarinette, ou violon, ou violoncelle) et piano (1936)

### Alto
- Parthie pour alto solo (1967)
- Improvisation burlesque pour alto et piano (1968)

### Violoncelle
- Habañera pour violon (ou violoncelle) et piano (1935)
- Sérénade espagnole pour violon (ou violoncelle) et piano (1935)
- Aria pour saxophone alto (ou flûte, ou clarinette, ou violon, ou violoncelle) et piano (1936)
- Orphéus pour violoncelle solo (publié en 1993)

### Contrebasse
- Allegro et finale pour contrebasse (ou tuba, ou saxhorn baore, ou trombone basse) et piano (1953)
- Prélude et allegro pour contrebasse (ou tuba, ou saxhorn baore, ou trombone basse) et piano (1953)
- Pièce sur le nom d'Édouard Nanny pour contrebasse et piano (1956)
- 8 Études pour contrebasse (1976)

### Harpe
- Improvisation sur le nom de Marcel Tournier (1979)
- Rondino et menuet (1991)

### Guitare
- Concertino pour guitare et quatuorà cordes (1969)
- Deux impressions Andalouses pour guitare (1969)
- Trois préludes pour guitare (1970)

### Flûte traversière
- Aria pour saxophone alto (ou flûte, ou clarinette, ou violon, ou violoncelle) et piano (1936)
- Fantaisie italienne pour clarinette (ou flûte, ou hautbois) et piano (1939)
- Image pour flûte solo, Op. 38 (1939)
- Agrestide pour flûte et piano, Op. 44 (1942)
- Soir dans les montagnes pour flûte et piano (1946)
- Trois cadences pour le concerto en sol majeur pour flûte de Mozart (1949)
- Air pastoral pour flûte (ou hautbois) et piano (1953)
- Jour d'été à la montagne pour quatuor de flûtes (1953)
- Ronde pour quatuor de flûtes (1953)
- Trois impressions pour flûte et piano (1953)
- 14 Études-arabesques pour flûte (1960)
- Deux impressions pour flûte et harpe (1967)
- Deux esquisses pour quatuor de flûtes (1972)
- Dialogue pour flûte et piano (1972)
- 10 Études sur des modes karnatiques pour flûte (1972)
- Air de vielle pour flûte (ou hautbois) et piano (1976)
- Berceuse pour flûte (ou hautbois) et piano (1976)
- Quatre pièces faciles pour flûte et piano  (1976)
- Cinq chansons sur des thèmes japonais pour flûte et piano  (1978)
- Interlude pour flûte à bec (soprano / alto) solo, ou flûte solo (1978)
- Phorbéia pour flûte solo (1978)
- Trois pièces pour quatuor de flûtes (1979)
- 3 Évocations pour 2 flûtes (1988)
- Le chant de forêts
- Aux bonds du torrent
- Pastorale

### Flûte à bec
- Interlude pour flûte à bec (soprano / alto) solo, ou flûte solo (1978)

### Hautbois / cor anglais
- Divertissement pour cor anglais (ou saxophone alto) et piano, Op. 39 (1939)
- Fantaisie italienne pour clarinette (ou flûte, ou hautbois) et piano (1939)
- Fantaisie pastorale pour hautbois et piano, Op. 37 (1939)
- 18 Études pour hautbois (1950)
- Air pastoral pour hautbois (ou flûte) et piano (1953)
- Conte pastorale pour hautbois et piano (1953)
- Lied pour cor anglais et piano (1954)
- Sonate pour hautbois et piano (1971)
- Suite monodique pour hautbois solo (1971)
- 14 Études sur des modes karnatiques pour hautbois solo (1972)
- Air de vielle pour hautbois (ou flûte) et piano (1976)
- Berceuse pour hautbois (ou flûte) et piano (1976)
- Pastorale pour hautbois et piano (1979)

### Clarinette / clarinette basse
- Aria pour saxophone alto (ou flûte, ou clarinette, ou violon, ou violoncelle) et piano (1936)
- Ballade pour clarinette basse et piano (1939), dédiée aux clarinettistes: R.M. Arey, J. E. Elliott, M. Fossenkemper,. E. Schmachtenberg et G. E. Waln
- Fantaisie italienne pour clarinette (ou flûte, ou hautbois) et piano (1939)
- Pulcinella pour clarinette (ou  saxophone alto) et piano (1944)
- 14 Études de mécanisme pour clarinette (1948)
- Bucolique pour clarinette et piano (1949)
- Claribel pour clarinette et piano (1952)
- 12 Études pour clarinette (1953)
- Idylle pour clarinette et piano (1959)
- Prélude et divertissement pour clarinette (ou saxophone alto) et piano (1960)
- Caprice-improvisation pour clarinette et piano (1963)
- Lucioles pour 6 clarinettes (1963)
- Divertissement pour clarinette et piano, Op. 39 (1964)
- Épithalame pour clarinette et piano (1971)
- Sonatine pour quatuor de clarinettes (1971); aussi pour flûtes, hautbois, clarinettes et bassons
- 11 Études sur des modes karnatiques pour clarinette (1972)
- Suite pour clarinette et piano (1973)
- Rapsodie niçoise pour clarinette et piano (1977)

### Basson
- Récit, sicilienne et rondo pour basson et piano (1936)
- Fantaisie pour basson et piano (1945)
- 15 Études journalières pour basson (1945)
- Divertissement pour 3 bassons (1954)
- Duettino pour 2 bassons (1954)
- Burlesque pour basson et piano (1957)
- Espièglerie pour basson et piano (1960)
- Prélude et divertissement pour basson et piano (1960)
- Nocturne-danse pour basson (ou saxophone alto) et piano (1967)
- 12 Caprices pour basson solo (1968)
- Pièces brèves pour basson solo (1968)
- 11 Études sur des modes karnatiques pour basson (1972)
- Shiva pour basson et piano (1974)
- Cadenza pour basson et piano

### Saxophone
- Aria pour saxophone alto (ou flûte, ou clarinette, ou violon, ou violoncelle) et piano (1936)
- Andante et Scherzo pour quatuor de saxophones (1938)
- Divertissement pour saxophone alto (ou cor anglais) et piano, Op. 39 (1939)
- Pulcinella pour saxophone alto (ou clarinette) et piano, Op. 53 No. 1 (1944)
- Scaramouche pour saxophone alto et piano, Op. 53 No. 2 (1944)
- 12 Études-caprices pour saxophone alto, Op. 60 (1944)
- Nuages, Scherzo pour quatuor de saxophones (1946)
- Improvisation et caprice pour saxophone solo (1952)
- Impromptu et danse pour saxophone alto (ou saxophone baryton) et piano (1954)
- Pièce brève pour saxophone alto solo (1955)
- Prélude et divertissement pour saxophone alto (ou clarinette) et piano (1960)
- Chanson à bercer pour saxophone alto et piano (1964)
- Gavotte des demoiselles pour saxophone alto et piano (1964)
- La campanile pour saxophone alto et piano (1964)
- Menuet des pages pour saxophone alto et piano (1964)
- Parade des petits soldats pour saxophone alto et piano (1964)
- Petite gavotte pour saxophone alto et piano (1964)
- Rêves d'enfant pour saxophone alto et piano (1964)
- Nocturne-danse pour saxophone alto (ou basson) et piano (1967)
- Tarentelle pour saxophone alto et piano (1968)
- Diptyque pour saxophone alto et piano (1970)
- Pièce concertante pour saxophone ténor et piano

### Cor
- En forêt pour cor et piano (ou orchestre), Op. 40 (1941)
- En Irlande pour cor et piano (1951)
- Suite pour quatuor de cor (1952)
- Chant lointain pour cor et piano (1957)
- Sur les cimes pour cor et piano (1960)
- 18 Études en forme d'improvisation pour cor (1961)
- Entretiens pour cor et piano (1974)
- Graphismes (1975)

### Trompette / cornet
- Caprice No. 1 pour trompette et piano, Op. 47 (1943)
- Badinage pour trompette et piano (1950)
- 16 Études pour trompette, bugle, ou cornet (1950)
- Dialogue pour 2 trompettes (1954)
- Rustiques pour cornet, ou trompette et piano (1955)
- Rapsodie pour trompette et piano (1957)
- Cornettina pour cornet, ou trompette et piano (1965)
- Frigariana pour trompette et piano (1967)
- 11 Études sur des modes karnatiques pour trompette (1972)
- Lied pour trompette et piano (1976)
- Caprice No. 2 pour trompette et piano (1978)

### Trombone
- Ballade pour trombone et piano (1944)
- Allegro et finale pour trombone basse (ou contrebasse, ou tuba, ou saxhorn basse) et piano (1953)
- Prélude et allegro pour trombone basse (ou contrebasse, ou tuba, ou saxhorn basse) et piano (1953)
- 13 Études-caprices pour trombone (1956)
- Hommage à Bach pour trombone et piano (1957)
- Thème varié pour trombone basse (ou tuba, ou saxhorn basse) et piano (1957)
- New Orleans pour trombone basse (ou tuba, ou saxhorn basse) et piano (1962)
- 3 Pièces pour quatuor de trombone (tuba ad libitum) (1964)
- Ciaccona pour trombone et piano (1967)
- 11 Études sur des modes karnatiques pour trombone (1972)

### Saxhorn basse
- Allegro et finale pour  saxhorn basse (ou contrebasse, ou tuba, ou trombone basse) et piano (1953)
- Prélude et allegro pour  saxhorn basse (ou contrebasse, ou tuba, ou trombone basse) et piano (1953)
- Thème varié pour  saxhorn basse (ou tuba, ou trombone basse) et piano (1957)
- New Orleans pour  saxhorn basse (ou tuba, ou trombone basse) et piano (1962)

### Tuba
- Allegro et finale pour tuba (ou contrebasse, ou saxhorn basse, ou trombone basse) et piano (1953)
- Prélude et allegro pour tuba (ou contrebasse, ou saxhorn basse, ou trombone basse) et piano (1953)
- Thème varié pour tuba (ou saxhorn basse, ou trombone basse) et piano (1957)
- New Orleans pour tuba (ou saxhorn basse, ou trombone basse) et piano (1962)

### Percussions
- Rythmic pour timbales, percussions et piano, Op. 70 (1948)
- Rhapsodie sur des airs japonais pour timbales, xylophone, vibraphone, percussions et piano (1978)
- Vanaspati pour 12 percussionnistes et xylophone ad libitum (1979)
- Rag Music pour timbales, glockenspiel, xylophone, marimba, vibraphone, percussions et piano (1981)
- Trois esquisses japonaises pour percussions

### Duos
- Sonatine pour flûte et basson (1938)
- Ricercare pour violon et violoncelle (1959)
- Polydiaphonie pour flûte et guitare (1972)
- Quatre esquisses pour trompette et trombone (1974)
- Trois mouvements pour flûte et clarinette (1974)
- Berceuse et sérénade pour flûte et guitare (1976)
- Sonatine pour alto et violoncelle (1976)
- Contrastes I pour flûte et basson (1977)
- Contrastes II pour hautbois et basson (1977)
- Contrastes III pour clarinette et basson (1977)
- Contrastes IV pour trompette et cor (1977)
- Trois essais pour trombone et percussion (1977)
- Trois pièces pour flûte et guitare (1977)
- Trois pièces pour flûte et hautbois (ou flûte) (publié en 1990)

### Trios
- Fughette, sicilienne, rigaudon pour hautbois, clarinette et basson (1934)
- Suite brève en trio pour hautbois, clarinette et basson (1947)
- Sérénade en trio pour flûte, clarinette et basson (1971)

### Quatuors
- Quatuor en la pour quatuor de cordes (1946)
- 3 Pièces pour une musique de nuit pour flûte, hautbois, clarinette et basson (1954)
- Trois pièces pour 4 trombones (trombone basse ou tuba ad libitum) (1964)
- Sérénade pour quatuor à vent pour flûte, hautbois, clarinette et basson (1969)
- Sonatine pour quatuor à vent pour flûte, hautbois, clarinette et basson (1971)
- Trois pièces pour quatuor de cuivres pour 2 trompettes, cor et trombone (1977)

### Quintettes
- Variations sur un thème libre pour quintette de bois, Op. 42 (1943)
- Scherzo pour quintette de bois, Op. 48 (1944)
- Sonatine pour quintette de cuivres (1951)
- Bis pour quintette de cuivres (1963)
- Giration pour quintette de cuivres (1967)
- Suite française pour quintette de cuivres (1967)
- Suite [No. 2] pour quintette de cuivres (1967)
- Pentaphonie pour quintette de bois (1969)
- Trilogie pour quintette de cuivres (1969)
- Trois mouvements pour 2 trompettes (ou cornets), cor, trombone et tuba (1979)
- Quand les muses collaborent pour quintette de bois

### Ensembles plus larges
- Symphonie da camera pour 2 hautbois, 2 clarinettes, 2 bassons et 2 cors (1960)
- Quatre mouvements pour septuor à vent pour flûte, hautbois, clarinette, basson, cor, trompette et trombone (1970)
- Octanphonie pour 2 hautbois, 2 clarinettes, 2 cors et 2 bassons (1972)
- Prélude et chaconne pour 3 trompettes, 4 cors, 3 trombones, tuba, timbales, tambour basse et gong (1976)
- Trois pièces pour septuor de cuivres pour 2 trompettes, cor, 3 trombones et tuba (1985)
- Cappricio sur le nom de Claude Delvincourt pour 12 instruments de la famille  des bois
- Symphonie de chambre pour flûte, hautbois, clarinette, basson, cor, harpe, célesta et piano

### Divers
- Aria, saxophone (1936)[2]
- Improvisation et Caprice, saxophone (1952)
- Andante et Scherzo, quatuor de saxophones (1957)
- Scherzo, quintette à vent
- 18 Études, hautbois
- Ballade, trombone et piano
- Hommage à Bach, trombone et piano
- Chant Lointain, cor et piano
- Air de Vielle, flûte et hautbois
- Concertino, tuba et piano
- Trois Pièces, ensemble de trombones (1964)
- Sur Les Cimes, cor et piano
- En forêt, Op.40, cor et piano[7]
- En Irlande, cor et piano
- Image, flûte
- Rustiques, trompette et piano
- Agrestide,  flûte et piano
- Sonatine, flûte et basson
- Jour d'été à la Montagne, quatuor de flûtes
- Variations sur un thème libre, op. 42, pour quintette à vent (1943)
- Badinage, trompette et piano
- Ballade, clarinette basse et piano
- Rhythmic, percussion
- Fantaisie pastorale, hautbois et piano
- Conte Pastorale, hautbois et piano
- Sonate, hautbois et piano
- Dialogue, deux trompettes
- Quintette, cuivres
- Pièce brève, saxophone alto
- New Orleans, trombone basse et piano
- Sérénade en trio, flûte, clarinette et basson (1971)
- Prélude et Allegro, contrebasse ou tuba ou saxhorn basse ou trombone basse
- Soir dans les montagnes, flûte et piano
- Claribel, clarinette et piano (1952)
- Lucioles, ensemble de clarinettes
- Thème Varié, Tuba Ut ou Saxhorn basse Sib ou Trombone basse et Piano

## Discographie sélective
On trouve régulièrement de nouveaux enregistrements de pièces instrumentales d'Eugène Bozza enregistrées parmi des albums de récitals instrumentaux : 
- Idylle in Idylle: Works by Horovitz, Gaubert, Debussy, Simpson, Clarke, Poulenc and Bozza : avec Joë Christophe, clarinette et Vincent Mussat, piano, (CD, label Genuin, GEN 21721, 2021).
- Complete works for solo flute : Marieke Schneemann , flûte (Brilliant Classics, 2018).
- Concertino in Saxhorn et piano : David Maillot, saxhorn - Géraldine Dutroncy, piano, (label Hybrid'Music, novembre 2008).
- Suite in Musique française pour Quatuor de cors : Quatuor Olifant, (label Polymnie)
- Ballade pour clarinette basse et piano in BASSics for bass clarinet and piano : avec Henri Bok, clarinette basse et Rob Broek, piano, (Clarinet Classics, CC0045, 2003).
- Sur les cimes - Musique pour cor et piano : Peter Damm, cor - Peter Rösel, piano, (Ars Vivendi, 1989).
- Scherzo (pour quatuor de saxophones) : Quatuor de saxophones de Paris (10-in., Columbia (U.K.), CL6608,	1938).
- Le Chant de la Mine, oratorio sur un texte de José Bruyr. Didier Kerckaert, récitant; Daniel Ottevaere, basse (la voix du Charbon); Zoé Gosset, soprano (l’Alouette); Sarah Laulan, contralto (la grand-mère); Sébastien Obrecht, ténor (un jeune mineur) ; Guillaume Decerf, ténor (un mineur). Atelier choral de Valenciennes, direction Michèle Bourdiault et Céline Garrigues; chorale des mineurs polonais de Douai , direction Hannah Reksi Sata; choeurs du Collège Carpeaux de Valenciennes, direction Eric Coeln. Orchestre Valentiana, Nicolas Bucher, direction générale, (CD Indésens 120, 2018)[3].